# Porfirio R. Iligan
Porfirio Rivera Iligan (ur. 14 września 1922 w Vinzons, zm. 6 marca 2001 w Masbate) filipiński duchowny rzymskokatolicki, w latach 1968–1998 był pierwszym biskupem diecezji Masbate.

## Życiorys
Przyjął święcenia kapłańskie 2 kwietnia 1949 roku. Paweł VI 17 czerwca 1968 mianował go biskupem Masbate Nuncjusz Apostolski na Filipinach Carmine Rocco wyświęcił go na biskupa 3 września tego samego roku, współkonsekratorami byli Pedro Bantigue y Natividad biskup San Pablo i Manuel S. Salvador, biskup pomocniczy Cebu. 14 lutego 1998 roku papież Jan Paweł II przyjął jego rezygnację.